# Полу-Петролина-и-Жуазейру

Агломерация Полу-Петролина-и-Жуазейру

Полу-Петролина-и-Жуазейру (порт. Pólo Petrolina e Juazeiro) или Административный регион комплексного развития Полу-Петролина-и-Жуазейру (порт. Região Administrativa Integrada de Desenvolvimento do Pólo Petrolina e Juazeiro)  —  крупная городская агломерация в Бразилии. 
Включает приграничные города и муниципалитеты штатов Пернамбуку (север) и Баия (юг).
Население составляет 654 646 человек на 2004 год, 752 433 человека — на июль 2014 года. Занимает площадь 33.791,148 км². Плотность населения — 19,37 чел./км².

## Состав агломерации
В агломерацию входят следующие муниципалитеты:
1. Петролина (штат Пернамбуку) — 326.017 чел. (2014)[1]
2. Жуазейру (штат Баия) — 216.588 чел. (2014)[1]
3. Санта-Мария-да-Боа-Виста (штат Пернамбуку) — 41.103 чел. (2014)[1]
4. Лагоа-Гранди (штат Пернамбуку) — 24.475 чел. (2014)[1]
5. Ороко (штат Пернамбуку) — 14.261 чел. (2014)[1]
6. Каза-Нова (штат Баия) — 71.504 чел. (2014)[1]
7. Кураса (штат Баия) — 34.974 чел. (2014)[1]
8. Собрадинью (штат Баия) — 23.511 чел. (2014)[1]